# Гдаль Богдан Володимирович
Богдан Гдаль (16 жовтня 1982, Київ) — графічний дизайнер, автор настінних розписів, шрифтовий розробник, громадський активіст.

## Життєпис
Народився у Києві. Вищу освіту здобув в педагогічному університеті ім. Драгоманова за спеціальністю «політолог» (1999—2004). Працював кореспондентом газет («Україна молода», «Слово Просвіти») і журналістом на телебаченні. З 2007 року перейшов на фриланс як дизайнер та розробник вебсторінок. 2015 року працював як відеограф та автор телепроєкту «Громадське. Інші» на Громадському телебаченні. До і після цього періоду займався і займається творчою діяльністю. У своїх роботах як графічного дизайнера використовує авторську інтерпретацію об'єктів народної творчості.

## Проєкти

### Веб
У 2002—2007 роках створив і підтримував вебпроєкт «Домівка.NET», який був один із вагомих на той час майданчиків для гуртування україномовної молоді. Створив вебсторінки для таких проєктів, як фестиваль «Країна Мрій», центр народознавства «Мамаєва Слобода», музей Івана Гончара, гуртам «Оркестр Янки Козир» та «Гуляйгород», сайт Незалежній медіа-профспілці України, сайт художникам Олександрі Теліженко та Катерині Косьяненко, етнографічному проєкту «Берви», проєктові «7 чудес України». Створив брендування для видавництва Аркона, фестивалю Древо роду.
2009 року разом з дружиною Катериною Качур створили проєкт «Рукотвори», що присвячений українським народним промислам. Цей проєкт став онлайн-майданчиком, який дозволив шанувальникам цього мистецтва знаходити авторів робіт дистанційно, а не лише на кількох тематичних фестивалях на рік.

### Громадські проєкти
Під впливом теорії розбитих вікон і під час загального піднесення перед Революцією Гідності у 2013 році захопився темою позитивного перетворення довколишнього міського простору, що вилилося в кілька втілених проєктів:
- 2013—2014 поремонтував і змінив дизайн власного під'їзду в багатоквартирному житловому будинку на вулиці Автозаводській у Києві, що мало позитивний суспільний резонанс[2][8][9][10].
- Розробив і встановив таблички на вулиці Автозаводській із закликом до пішоходів дотримуватися правил дорожнього руху при користуванні світлофорним переходом[11][12][13].
- Виконав розпис майданчиків дитячого садочка «Горобинка» у Києві[14]
- Розробив дизайн довгострокової кампанії «Припаркуйся правильно» щодо дотримання водіями правил паркування[15][16].
- Створив графічну композицію для вшанування пам'яті жертв Голодомору[17];
- 2015 року добився вивільнення тротуару біля Національної опери у Києві від припаркованих автівок шляхом активного листування з міською владою[18][19].
- У 2019 році став ініціатором проєкту вивільнення від автомобілів пішохідної зони біля столичної ст.м. «Теремки», який переміг на Громадському бюджеті Києва[20].
- Створював дизайн літер станції метро «Почайна» у Києві; варіант не було обрано[21].
- Ініціював розробку альтернативного символу Києва[22][23].
- Піднімав питання про наявність піратських шрифтів на купюрі української гривні номіналом 1000 гривень, яка видана у 2019 році. Свої аргументи підтвердив листом правовласників шрифту — компанії Adobe[24][25][26][27]. Резонанс у ЗМІ змусив Національний банк України опублікувати відповідь, в якій стверджується, що неліцензійних шрифтів на гривні немає[28].
- Ввійшов у десяток волонтерів Facebook, які зробили найбільший внесок в переклад соцмережі українською мовою за весь період її існування (станом на 2020 рік)[29][30].
- Розробив дизайн табличок зупинкових комплексів з оригінальним шрифтом на заміну російського шрифту "Іжиця" для автомагістралі Київ-Бориспіль[31][32].
- У квітні 2022 року створив обкладинку для синглу гурту Океан Ельзи «Місто Марії»[33].
- Розробив дизайн напису для перейменованої київської станції метро «Площа Українських Героїв»[34][35][36] та «Звіринецька»[37][38][39][40], дизайн було затверджено[41].
- Розробив дизайн цифр 3 та 9 для напису "1939" на вході до Меморіалу вічної слави у Києві[42][43].

### Розробка шрифтів
З 2012 року під впливом творчої спадщини Георгія Нарбута та Василя Кричевського, робіт інших знаних художників, а також за допомоги таких сучасних українських шрифтовиків, як Геннадія Заречнюка, Андрія Шевченка та Віктора Харика, розпочав розробку власних шрифтів. Серед створених шрифтів:
- Рукотвори (сучасний модерновий шрифт з асиметричними засічками) та Рукотвори Санс як його похідна версія[47].
- Старий Харків (шрифт, створений під впливом вивіски початку 20 століття з Харкова)[48].
- Козіяр (шрифт на основі скоропису Гетьманщини 18 століття з метричних книг села Козіївка на Харківщині)[49].

### Айдентика
- Розробив шрифтовий логотип для літаків авіакомпанії Ukrainian national airlines[50].
- Розробив логотип для фільму Олеся Саніна Довбуш.[51][52]